# Devterij
Têžki vodík ali devtèrij je izotop vodika s simbolom 2H ali tudi D. Njegova atomska masa znaša 2,01410178 u. Prosti devterij D2 je dvakrat težji od H2, zato tudi pogosto reagira počasneje. Na Zemlji predstavlja 0,016 % vsega vodika. Jedro devterija (devteron) sestavljata en proton in en nevtron, medtem ko navadni vodik nima nevtronov. V naravi se nahaja kot plin D2 ali 2H2.
Devterij je prvi zaznal leta 1931 ameriški kemik Harold Clayton Urey na Univerzi Columbia v New Yorku, za kar je leta 1934 prejel Nobelovo nagrado za kemijo.
Težka voda se uporablja kot moderator v težkovodnih reaktorjih (CANDU). Prednost teh reaktorjev je, da lahko uporabljajo navadni (neobogateni) uran za gorivo. Je pa težka voda zelo draga in predstavlja velik del cene reaktorja.